# Tunézia a 2012. évi nyári olimpiai játékokon
Tunézia a nagy-britanniai Londonban megrendezett 2012. évi nyári olimpiai játékok egyik részt vevő nemzete volt. Az országot az olimpián 17 sportágban 80 sportoló képviselte, akik összesen 3 érmet szereztek.

## Érmesek
| Érem  | Versenyző         | Sportág  | Versenyszám            |
| ----- | ----------------- | -------- | ---------------------- |
| Arany | Habíba Gríbi      | Atlétika | Női 3000 m akadály     |
| Arany | Uszáma el-Mellúli | Úszás    | Férfi 10 km nyílt vízi |
| Bronz | Uszáma el-Mellúli | Úszás    | Férfi 1500 m gyors     |

## Atlétika
Férfi
| Versenyző      | Versenyszám     | Előfutam | Előfutam | Előfutam | Döntő         | Döntő         |
| Versenyző      | Versenyszám     | Idő      | Hely.    | Össz.    | Idő           | Helyezés      |
| -------------- | --------------- | -------- | -------- | -------- | ------------- | ------------- |
| Wissem Hosni   | Maraton         |          |          |          | 2:26:43       | 71.           |
| Amor Ben Yahia | 3000 m akadály  | 8:22,70  | 7.       | 14.      | kiesett       | kiesett       |
| Hassanine Sbai | 20 km gyaloglás |          |          |          | nem ért célba | nem ért célba |

Női
| Versenyző      | Versenyszám    | Előfutam | Előfutam | Előfutam | Döntő   | Döntő    |
| Versenyző      | Versenyszám    | Idő      | Hely.    | Össz.    | Idő     | Helyezés |
| -------------- | -------------- | -------- | -------- | -------- | ------- | -------- |
| Amira Ben Amor | Maraton        |          |          |          | 2:40:13 | 80.      |
| Habíba Gríbi   | 3000 m akadály | 9:27,42  | 2.       | 10.      | 9:08,37 |          |

## Birkózás

### Férfi
Kötöttfogású
| Versenyző        | Versenyszám | Selejtező         | Nyolcaddöntő                        | Negyeddöntő                     | Elődöntő          | Vigaszág első kör | Vigaszág elődöntő | Bronz- mérkőzés   | Döntő             | Helyezés |
| Versenyző        | Versenyszám | Ellenfél Eredmény | Ellenfél Eredmény                   | Ellenfél Eredmény               | Ellenfél Eredmény | Ellenfél Eredmény | Ellenfél Eredmény | Ellenfél Eredmény | Ellenfél Eredmény | Helyezés |
| ---------------- | ----------- | ----------------- | ----------------------------------- | ------------------------------- | ----------------- | ----------------- | ----------------- | ----------------- | ----------------- | -------- |
| Zied Ayt Okrame  | 74 kg       | erőnyerő          | Christophe Guenot (FRA) · 0–3, 0–2  | kiesett                         | kiesett           |                   |                   |                   |                   | 17.      |
| Haykel Achouri   | 84 kg       | erőnyerő          | Vaszil Racsiba (UKR) · 0–2, 0–1     | kiesett                         | kiesett           |                   |                   |                   |                   | 15.      |
| Hassine Ayari    | 96 kg       | erőnyerő          | Choucri Atafi (MAR) · 2–0, 0–1, 3–0 | Yunior Estrada (CUB) · 0–1, 0–1 | kiesett           |                   |                   |                   |                   | 9.       |
| Radhouane Chebbi | 120 kg      | erőnyerő          | Łukasz Banak (POL) · 0–2, 0–1       | kiesett                         | kiesett           |                   |                   |                   |                   | 15.      |

Szabadfogású
| Versenyző          | Versenyszám | Selejtező                         | Nyolcaddöntő                        | Negyeddöntő       | Elődöntő          | Vigaszág első kör | Vigaszág elődöntő | Bronz- mérkőzés   | Döntő             | Helyezés |
| Versenyző          | Versenyszám | Ellenfél Eredmény                 | Ellenfél Eredmény                   | Ellenfél Eredmény | Ellenfél Eredmény | Ellenfél Eredmény | Ellenfél Eredmény | Ellenfél Eredmény | Ellenfél Eredmény | Helyezés |
| ------------------ | ----------- | --------------------------------- | ----------------------------------- | ----------------- | ----------------- | ----------------- | ----------------- | ----------------- | ----------------- | -------- |
| Haitem Ben Alayech | 66 kg       | Haislan Veranes (CAN) · (sérülés) | kiesett                             | kiesett           | kiesett           |                   |                   |                   |                   | 18.      |
| Bilel Ouechtati    | 74 kg       | erőnyerő                          | Abdulhakim Sapijev (KAZ) · 3–5, 0–1 | kiesett           | kiesett           |                   |                   |                   |                   | 11.      |

### Női
Szabadfogású
| Versenyző    | Versenyszám | Selejtező                              | Nyolcaddöntő                         | Negyeddöntő       | Elődöntő          | Vigaszág első kör | Vigaszág elődöntő                                 | Bronz- mérkőzés   | Döntő             | Helyezés |
| Versenyző    | Versenyszám | Ellenfél Eredmény                      | Ellenfél Eredmény                    | Ellenfél Eredmény | Ellenfél Eredmény | Ellenfél Eredmény | Ellenfél Eredmény                                 | Ellenfél Eredmény | Ellenfél Eredmény | Helyezés |
| ------------ | ----------- | -------------------------------------- | ------------------------------------ | ----------------- | ----------------- | ----------------- | ------------------------------------------------- | ----------------- | ----------------- | -------- |
| Maroi Mezien | 48 kg       | erőnyerő                               | Obara Hitomi (JPN) · 0–4 (kétvállas) |                   |                   |                   | Isabelle Sambou (SEN) · 4–0, 0–2, 0–4 (kétvállas) | kiesett           |                   | 14.      |
| Marwa Amri   | 55 kg       | Om Dzsiun (KOR) · 1–1, 3–0 (kétvállas) | Sofia Mattsson (SWE) · 0–3, 0–2      | kiesett           | kiesett           |                   |                                                   |                   |                   | 8.       |

## Cselgáncs
Férfi
| Versenyző       | Versenyszám | Selejtező         | 32-es főtábla                          | Nyolcaddöntő                      | Negyeddöntő       | Elődöntő          | Vigaszág elődöntő | Bronz- mérkőzés   | Döntő             | Helyezés |
| Versenyző       | Versenyszám | Ellenfél Eredmény | Ellenfél Eredmény                      | Ellenfél Eredmény                 | Ellenfél Eredmény | Ellenfél Eredmény | Ellenfél Eredmény | Ellenfél Eredmény | Ellenfél Eredmény | Helyezés |
| --------------- | ----------- | ----------------- | -------------------------------------- | --------------------------------- | ----------------- | ----------------- | ----------------- | ----------------- | ----------------- | -------- |
| Faicel Jaballah | Nehézsúly   |                   | Jerzsan Sinkejev (KAZ) · 001(0)–000(1) | Teddy Riner (FRA) · 000(2)–101(0) | kiesett           | kiesett           |                   |                   |                   | 9.       |

Női
| Versenyző           | Versenyszám  | Selejtező         | Nyolcaddöntő                         | Negyeddöntő       | Elődöntő          | Vigaszág elődöntő | Bronz- mérkőzés   | Döntő             | Helyezés |
| Versenyző           | Versenyszám  | Ellenfél Eredmény | Ellenfél Eredmény                    | Ellenfél Eredmény | Ellenfél Eredmény | Ellenfél Eredmény | Ellenfél Eredmény | Ellenfél Eredmény | Helyezés |
| ------------------- | ------------ | ----------------- | ------------------------------------ | ----------------- | ----------------- | ----------------- | ----------------- | ----------------- | -------- |
| Houda Miled         | Középsúly    | erőnyerő          | Chen Fei (CHN) · 000(1)–100(0)       | kiesett           | kiesett           |                   |                   |                   | 9.       |
| Hana Mareghni       | Félnehézsúly | erőnyerő          | Mayra Aguiar (BRA) · 000(3)–020(0)   | kiesett           | kiesett           |                   |                   |                   | 9.       |
| Nihel Cheikh Rouhou | Nehézsúly    | erőnyerő          | Maria Altheman (BRA) · 000(1)–100(1) | kiesett           | kiesett           |                   |                   |                   | 9.       |

## Evezés
Férfi
| Versenyző   | Versenyszám  | Előfutam | Előfutam | Vigaszág | Vigaszág | Negyeddöntő | Negyeddöntő | Elődöntő | Elődöntő | Elődöntő | Döntő | Döntő   | Döntő | Helyezés |
| Versenyző   | Versenyszám  | Idő      | Hely.    | Idő      | Hely.    | Idő         | Hely.       | Típus    | Idő      | Hely.    | Típus | Idő     | Hely. | Helyezés |
| ----------- | ------------ | -------- | -------- | -------- | -------- | ----------- | ----------- | -------- | -------- | -------- | ----- | ------- | ----- | -------- |
| Aymen Mejri | Egypárevezős | 7:21,64  | 5.       | 7:11,94  | 4.       |             |             | E/F      | 7:35,48  | 4.       | F     | 7:33,62 | 1.    | 31.      |

Női
| Versenyző   | Versenyszám  | Előfutam | Előfutam | Vigaszág | Vigaszág | Negyeddöntő | Negyeddöntő | Elődöntő | Elődöntő | Elődöntő | Döntő | Döntő   | Döntő | Helyezés |
| Versenyző   | Versenyszám  | Idő      | Hely.    | Idő      | Hely.    | Idő         | Hely.       | Típus    | Idő      | Hely.    | Típus | Idő     | Hely. | Helyezés |
| ----------- | ------------ | -------- | -------- | -------- | -------- | ----------- | ----------- | -------- | -------- | -------- | ----- | ------- | ----- | -------- |
| Racha Soula | Egypárevezős | 8:19,31  | 6.       | 8:10,76  | 4.       |             |             |          |          |          | E     | 8:49,47 | 3.    | 27.      |

## Kajak-kenu

### Síkvízi
Férfi
| Versenyző      | Versenyszám        | Előfutam | Előfutam | Előfutam | Elődöntő | Elődöntő | Elődöntő | Döntő   | Döntő    | Döntő    | Helyezés |
| Versenyző      | Versenyszám        | Idő      | Hely.    | Össz.    | Idő      | Hely.    | Össz.    | Típus   | Idő      | Helyezés | Helyezés |
| -------------- | ------------------ | -------- | -------- | -------- | -------- | -------- | -------- | ------- | -------- | -------- | -------- |
| Mohamed Mrabet | Kajak egyes 200 m  | 38,291   | 7.       | 17.      | kiesett  | kiesett  | kiesett  | kiesett | kiesett  | kiesett  | 18.      |
| Mohamed Mrabet | Kajak egyes 1000 m | 3:32,204 | 4.       | 9.       | 3:44,545 | 8.       | 16.      | B       | 3:33,515 | 5.       | 13.      |
| Khaled Houcine | Kenu egyes 200 m   | 44,395   | 4.       | 19.      | 44,373   | 7.       | 19.      | kiesett | kiesett  | kiesett  | 19.      |

Női
| Versenyző       | Versenyszám       | Előfutam | Előfutam | Előfutam | Elődöntő | Elődöntő | Elődöntő | Döntő   | Döntő   | Döntő    | Helyezés |
| Versenyző       | Versenyszám       | Idő      | Hely.    | Össz.    | Idő      | Hely.    | Össz.    | Típus   | Idő     | Helyezés | Helyezés |
| --------------- | ----------------- | -------- | -------- | -------- | -------- | -------- | -------- | ------- | ------- | -------- | -------- |
| Afef Ben Ismail | Kajak egyes 200 m | 48,998   | 7.       | 29.      | kiesett  | kiesett  | kiesett  | kiesett | kiesett | kiesett  | 29.      |
| Afef Ben Ismail | Kajak egyes 500 m | 2:07,705 | 6.       | 25.      | 2:15,362 | 8.       | 23.      | kiesett | kiesett | kiesett  | 23.      |

## Kézilabda

### Férfi
| Tunéziai férfi kézilabdacsapat-játékoskeret                                                                                       | Tunéziai férfi kézilabdacsapat-játékoskeret                                                                       |
| --- | --- |
| - Kamel Alouini - Anouar Ayed - Amine Bannour - Oussama Boughanmi - Marouan Chouiref - Selim Hedoui - Wassim Helal - Ouissem Hmam | - Wael Jallouz - Marouen Maggaiz - Haikel Meguennem - Mosbah Sanai - Issam Tej - Jaleleddine Touati - Aymen Toumi |

#### Eredmények
Csoportkör
A csoport
| Csapat               | M | Gy | D | V | G+  | G–  | Gk  | P  |
| -------------------- | - | -- | - | - | --- | --- | --- | -- |
| Izland (ISL)         | 5 | 5  | 0 | 0 | 167 | 132 | +35 | 10 |
| Franciaország (FRA)  | 5 | 4  | 0 | 1 | 159 | 110 | +49 | 8  |
| Svédország (SWE)     | 5 | 3  | 0 | 2 | 156 | 115 | +41 | 6  |
| Tunézia (TUN)        | 5 | 2  | 0 | 3 | 121 | 125 | −4  | 4  |
| Argentína (ARG)      | 5 | 1  | 0 | 4 | 113 | 138 | −25 | 2  |
| Nagy-Britannia (GBR) | 5 | 0  | 0 | 5 | 96  | 182 | −86 | 0  |

| 2012. július 29. 14:30 (15:30) | Svédország (SWE) | 28–21       | Tunézia (TUN) | Copper Box, London Nézőszám: 4155 Játékvezetők: Raluy López, Sabroso (ESP) |
| 2012. július 29. 14:30 (15:30) | Doder 8          | (16–11)     | Boughanmi 6   | Copper Box, London Nézőszám: 4155 Játékvezetők: Raluy López, Sabroso (ESP) |
| 2012. július 29. 14:30 (15:30) | 4× 3×            | Jegyzőkönyv | 5× 3×         | Copper Box, London Nézőszám: 4155 Játékvezetők: Raluy López, Sabroso (ESP) |

| 2012. július 31. 9:30 (10:30) | Tunézia (TUN) | 22–32       | Izland (ISL) | Copper Box, London Nézőszám: 3559 Játékvezetők: Al-Nuaimi, Omar (UAE) |
| 2012. július 31. 9:30 (10:30) | Bannour 10    | (8–19)      | Pálmarsson 8 | Copper Box, London Nézőszám: 3559 Játékvezetők: Al-Nuaimi, Omar (UAE) |
| 2012. július 31. 9:30 (10:30) | 3× 4×         | Jegyzőkönyv | 5× 4×        | Copper Box, London Nézőszám: 3559 Játékvezetők: Al-Nuaimi, Omar (UAE) |

| 2012. augusztus 2. 11:15 (12:15) | Franciaország (FRA) | 25–19       | Tunézia (TUN) | Copper Box, London Nézőszám: 4670 Játékvezetők: Nikolić, Stojković (SRB) |
| 2012. augusztus 2. 11:15 (12:15) | Narcisse 7          | (12–11)     | Bannour 5     | Copper Box, London Nézőszám: 4670 Játékvezetők: Nikolić, Stojković (SRB) |
| 2012. augusztus 2. 11:15 (12:15) | 5× 4×               | Jegyzőkönyv | 7× 4×         | Copper Box, London Nézőszám: 4670 Játékvezetők: Nikolić, Stojković (SRB) |

| 2012. augusztus 4. 9:30 (10:30) | Tunézia (TUN) | 34–17       | Nagy-Britannia (GBR) | Copper Box, London Nézőszám: 4319 Játékvezetők: Gubica, Milošević (CRO) |
| 2012. augusztus 4. 9:30 (10:30) | Toumi 10      | (14–8)      | Edgar 5              | Copper Box, London Nézőszám: 4319 Játékvezetők: Gubica, Milošević (CRO) |
| 2012. augusztus 4. 9:30 (10:30) | 5× 3×         | Jegyzőkönyv | 6× 3×                | Copper Box, London Nézőszám: 4319 Játékvezetők: Gubica, Milošević (CRO) |

| 2012. augusztus 6. 11:15 (12:15) | Argentína (ARG) | 23–25       | Tunézia (TUN) | Copper Box, London Nézőszám: 4645 Játékvezetők: Olesen, Pedersen (DEN) |
| 2012. augusztus 6. 11:15 (12:15) | D. Simonet 6    | (12–12)     | Alouini 7     | Copper Box, London Nézőszám: 4645 Játékvezetők: Olesen, Pedersen (DEN) |
| 2012. augusztus 6. 11:15 (12:15) | 7× 2× 1×        | Jegyzőkönyv | 6× 3× 1×      | Copper Box, London Nézőszám: 4645 Játékvezetők: Olesen, Pedersen (DEN) |

Negyeddöntő
| 2012. augusztus 8. 21:30 (22:30) | Horvátország (CRO) | 25–23       | Tunézia (TUN)      | Basketball Arena, London Nézőszám: 9578 Játékvezetők: Marina, Minore (ARG) |
| 2012. augusztus 8. 21:30 (22:30) | Čupić 8            | (11–12)     | Jallouz, Alouini 4 | Basketball Arena, London Nézőszám: 9578 Játékvezetők: Marina, Minore (ARG) |
| 2012. augusztus 8. 21:30 (22:30) | 3× 2×              | Jegyzőkönyv | 5× 4× 1×           | Basketball Arena, London Nézőszám: 9578 Játékvezetők: Marina, Minore (ARG) |

| Csapat        | Helyezés |
| ------------- | -------- |
| Tunézia (TUN) | 8.       |

## Kosárlabda

### Férfi
| Tunéziai férfi kosárlabdacsapat-játékoskeret                                                                 | Tunéziai férfi kosárlabdacsapat-játékoskeret                                                      |
| --- | ------------------------------------------------------------------------------------------------- |
| - Makrem Ben Romdhane - Mourad El Mabrouk - Youssef Gaddour - Mokhtar Ghyaza - Mehdi Hafsi - Mohamed Hdidane | - Marouan Kechrid - Nizar Knioua - Marouan Laghnej - Salah Mejri - Amine Rzig - Radhouane Slimane |

#### Eredmények
Csoportkör
A csoport
| Csapat                 | M | Gy | V | P+  | P–  | Pk   | PA    | P  |
| ---------------------- | - | -- | - | --- | --- | ---- | ----- | -- |
| Egyesült Államok (USA) | 5 | 5  | 0 | 589 | 398 | +191 | 1,480 | 10 |
| Franciaország (FRA)    | 5 | 4  | 1 | 376 | 378 | −2   | 0,995 | 9  |
| Argentína (ARG)        | 5 | 3  | 2 | 448 | 424 | +24  | 1,057 | 8  |
| Litvánia (LTU)         | 5 | 2  | 3 | 395 | 399 | −4   | 0,990 | 7  |
| Nigéria (NGR)          | 5 | 1  | 4 | 338 | 456 | −118 | 0,741 | 6  |
| Tunézia (TUN)          | 5 | 0  | 5 | 320 | 411 | −91  | 0,779 | 5  |

| 2012. július 29. 09:00 (10:00) | Nigéria (NGR)                          | 60–56     | Tunézia (TUN)   | Basketball Arena, London Játékvezetők: Ilija Belošević (SRB), Marcos Benito (BRA), Rabah Noujaim (LIB) |
| 2012. július 29. 09:00 (10:00) | (18–7, 13–8, 14–16, 15–25) Jegyzőkönyv |           |                 | Basketball Arena, London Játékvezetők: Ilija Belošević (SRB), Marcos Benito (BRA), Rabah Noujaim (LIB) |
| 2012. július 29. 09:00 (10:00) | Aminu 15                               | Pont      | Rzig 18         | Basketball Arena, London Játékvezetők: Ilija Belošević (SRB), Marcos Benito (BRA), Rabah Noujaim (LIB) |
| 2012. július 29. 09:00 (10:00) | Diogu 10                               | Lepattanó | Ben Romdhane 12 | Basketball Arena, London Játékvezetők: Ilija Belošević (SRB), Marcos Benito (BRA), Rabah Noujaim (LIB) |
| 2012. július 29. 09:00 (10:00) | Skinn 3                                | Gólpassz  | három játékos 3 | Basketball Arena, London Játékvezetők: Ilija Belošević (SRB), Marcos Benito (BRA), Rabah Noujaim (LIB) |

| 2012. július 31. 22:15 (23:15) | Tunézia (TUN)                            | 63–110    | Egyesült Államok (USA) | Basketball Arena, London Játékvezetők: Vaughan Mayberry (AUS), Samir Abaakil (MAR), Oļegs Latiševs (LAT) |
| 2012. július 31. 22:15 (23:15) | (15–21, 18–25, 14–39, 16–25) Jegyzőkönyv |           |                        | Basketball Arena, London Játékvezetők: Vaughan Mayberry (AUS), Samir Abaakil (MAR), Oļegs Latiševs (LAT) |
| 2012. július 31. 22:15 (23:15) | Ben Romdhane 22                          | Pont      | Love, Anthony 16       | Basketball Arena, London Játékvezetők: Vaughan Mayberry (AUS), Samir Abaakil (MAR), Oļegs Latiševs (LAT) |
| 2012. július 31. 22:15 (23:15) | Ben Romdhane 11                          | Lepattanó | Durant 10              | Basketball Arena, London Játékvezetők: Vaughan Mayberry (AUS), Samir Abaakil (MAR), Oļegs Latiševs (LAT) |
| 2012. július 31. 22:15 (23:15) | Ben Romdhane 4                           | Gólpassz  | Paul 7                 | Basketball Arena, London Játékvezetők: Vaughan Mayberry (AUS), Samir Abaakil (MAR), Oļegs Latiševs (LAT) |

| 2012. augusztus 2. 14:30 (15:30) | Argentína (ARG)                          | 92–69     | Tunézia (TUN) | Basketball Arena, London Játékvezetők: Guerrino Cerebuch (ITA), Michael Aylen (AUS), Borisz Rizsik (UKR) |
| 2012. augusztus 2. 14:30 (15:30) | (14–28, 26–12, 31–16, 21–13) Jegyzőkönyv |           |               | Basketball Arena, London Játékvezetők: Guerrino Cerebuch (ITA), Michael Aylen (AUS), Borisz Rizsik (UKR) |
| 2012. augusztus 2. 14:30 (15:30) | Ginóbili 24                              | Pont      | Mejri 19      | Basketball Arena, London Játékvezetők: Guerrino Cerebuch (ITA), Michael Aylen (AUS), Borisz Rizsik (UKR) |
| 2012. augusztus 2. 14:30 (15:30) | Scola 10                                 | Lepattanó | Mejri 14      | Basketball Arena, London Játékvezetők: Guerrino Cerebuch (ITA), Michael Aylen (AUS), Borisz Rizsik (UKR) |
| 2012. augusztus 2. 14:30 (15:30) | Campazzo 7                               | Gólpassz  | Laghnej 6     | Basketball Arena, London Játékvezetők: Guerrino Cerebuch (ITA), Michael Aylen (AUS), Borisz Rizsik (UKR) |

| 2012. augusztus 4. 9:00 (10:00) | Tunézia (TUN)                            | 69–73     | Franciaország (FRA) | Basketball Arena, London Játékvezetők: Guerrino Cerebuch (ITA), William Kennedy (USA), Vaughan Mayberry (AUS) |
| 2012. augusztus 4. 9:00 (10:00) | (15–20, 12–15, 16–25, 26–13) Jegyzőkönyv |           |                     | Basketball Arena, London Játékvezetők: Guerrino Cerebuch (ITA), William Kennedy (USA), Vaughan Mayberry (AUS) |
| 2012. augusztus 4. 9:00 (10:00) | Hdidane 20                               | Pont      | Parker 22           | Basketball Arena, London Játékvezetők: Guerrino Cerebuch (ITA), William Kennedy (USA), Vaughan Mayberry (AUS) |
| 2012. augusztus 4. 9:00 (10:00) | Ben Romdhane 8                           | Lepattanó | Batum 8             | Basketball Arena, London Játékvezetők: Guerrino Cerebuch (ITA), William Kennedy (USA), Vaughan Mayberry (AUS) |
| 2012. augusztus 4. 9:00 (10:00) | Laghnej, Mejri 3                         | Gólpassz  | Diaw 5              | Basketball Arena, London Játékvezetők: Guerrino Cerebuch (ITA), William Kennedy (USA), Vaughan Mayberry (AUS) |

| 2012. augusztus 6. 11:15 (12:15) | Tunézia (TUN)                          | 63–76     | Litvánia (LTU)            | Basketball Arena, London Játékvezetők: Juan Arteaga (ESP), Saša Pukl (SLO), Felicia Grinter (USA) |
| 2012. augusztus 6. 11:15 (12:15) | (18–7, 17–22, 19–21, 9–26) Jegyzőkönyv |           |                           | Basketball Arena, London Játékvezetők: Juan Arteaga (ESP), Saša Pukl (SLO), Felicia Grinter (USA) |
| 2012. augusztus 6. 11:15 (12:15) | Rzig 17                                | Pont      | Songaila, Jasikevičius 13 | Basketball Arena, London Játékvezetők: Juan Arteaga (ESP), Saša Pukl (SLO), Felicia Grinter (USA) |
| 2012. augusztus 6. 11:15 (12:15) | Mejri 12                               | Lepattanó | Kleiza, Valančiūnas 6     | Basketball Arena, London Játékvezetők: Juan Arteaga (ESP), Saša Pukl (SLO), Felicia Grinter (USA) |
| 2012. augusztus 6. 11:15 (12:15) | Mejri 3                                | Gólpassz  | Kalnietis 9               | Basketball Arena, London Játékvezetők: Juan Arteaga (ESP), Saša Pukl (SLO), Felicia Grinter (USA) |

| Csapat        | Helyezés |
| ------------- | -------- |
| Tunézia (TUN) | 11.      |

## Ökölvívás
Férfi
| Versenyző          | Versenyszám  | Selejtező                          | Nyolcaddöntő                | Negyeddöntő       | Elődöntő          | Döntő             | Helyezés |
| Versenyző          | Versenyszám  | Ellenfél Eredmény                  | Ellenfél Eredmény           | Ellenfél Eredmény | Ellenfél Eredmény | Ellenfél Eredmény | Helyezés |
| ------------------ | ------------ | ---------------------------------- | --------------------------- | ----------------- | ----------------- | ----------------- | -------- |
| Ahmed Mejri        | Könnyűsúly   | Shafiq Chitou (BEN) · 16–9         | Félix Verdejo (PUR) · 7–16  | kiesett           | kiesett           | kiesett           | 9.       |
| Abderrazak Houya   | Kisváltósúly | Heybətilla Hacəliyev (AZE) · 19–16 | Jeff Horn (AUS) · 11–17     | kiesett           | kiesett           | kiesett           | 9.       |
| Yahia El-Mekachari | Félnehézsúly | Dzsahon Kurbanov (TJK) · 16–8      | Elshod Rasulov (UZB) · 6–13 | kiesett           | kiesett           | kiesett           | 9.       |

Női
| Versenyző     | Versenyszám | Selejtező                      | Negyeddöntő           | Elődöntő          | Döntő             | Helyezés |
| Versenyző     | Versenyszám | Ellenfél Eredmény              | Ellenfél Eredmény     | Ellenfél Eredmény | Ellenfél Eredmény | Helyezés |
| ------------- | ----------- | ------------------------------ | --------------------- | ----------------- | ----------------- | -------- |
| Maroua Rahali | Légsúly     | erőnyerő                       | Meri Kom (IND) · 6–15 | kiesett           | kiesett           | 5.       |
| Rim Jouini    | Könnyűsúly  | Alexis Pritchard (NZL) · 10–15 | kiesett               | kiesett           | kiesett           | 9.       |

## Röplabda

### Férfi
| Tunéziai férfi röplabdacsapat-játékoskeret                                                                     | Tunéziai férfi röplabdacsapat-játékoskeret                                                           |
| --- | --- |
| - Mehdi Ben Cheikh - Bilel Ben Hassine - Mohamed Ben Slimane - Noureddine Hfaiedh - Hichem Kaabi - Ahmed Kadhi | - Elyes Karamosly - Ismail Moalla - Marouane M'rabet - Hamza Nagga - Anouer Taouerghi - Hakim Zouari |

#### Eredmények
Csoportkör
B csoport
|                        |      | Mérkőzések | Mérkőzések | Szettek | Szettek | Szettek | Pontok | Pontok | Pontok |
| Csapat                 | Pont | Gy         | V          | Sz+     | Sz–     | SzA     | P+     | P–     | PA     |
| ---------------------- | ---- | ---------- | ---------- | ------- | ------- | ------- | ------ | ------ | ------ |
| Egyesült Államok (USA) | 13   | 4          | 1          | 14      | 4       | 3,500   | 427    | 370    | 1,154  |
| Brazília (BRA)         | 11   | 4          | 1          | 13      | 5       | 2,600   | 418    | 379    | 1,103  |
| Oroszország (RUS)      | 11   | 4          | 1          | 12      | 5       | 2,400   | 408    | 352    | 1,159  |
| Németország (GER)      | 5    | 2          | 3          | 6       | 11      | 0,545   | 379    | 388    | 0,977  |
| Szerbia (SRB)          | 5    | 1          | 4          | 7       | 13      | 0,538   | 413    | 455    | 0,908  |
| Tunézia (TUN)          | 0    | 0          | 5          | 1       | 15      | 0,067   | 294    | 395    | 0,744  |

| 2012. július 29. 22:00 (23:00) | Brazília (BRA)                    | 3–0 | Tunézia (TUN) | Earls Court Exhibition Centre, London Nézőszám: 10 000 Játékvezető: Ibrahim Al-Naama (QAT), Brian McDougall (GBR) |
| 2012. július 29. 22:00 (23:00) | (25–17, 25–21, 25–18) Jegyzőkönyv |     |               | Earls Court Exhibition Centre, London Nézőszám: 10 000 Játékvezető: Ibrahim Al-Naama (QAT), Brian McDougall (GBR) |

| 2012. július 31. 9:30 (10:30) | Szerbia (SRB)                            | 3–1 | Tunézia (TUN) | Earls Court Exhibition Centre, London Nézőszám: 10 500 Játékvezető: Denny Cespedes (DOM), Jose Velez (PUR) |
| 2012. július 31. 9:30 (10:30) | (25–15, 25–21, 20–25, 25–18) Jegyzőkönyv |     |               | Earls Court Exhibition Centre, London Nézőszám: 10 500 Játékvezető: Denny Cespedes (DOM), Jose Velez (PUR) |

| 2012. augusztus 2. 14:45 (15:45) | Oroszország (RUS)                 | 3–0 | Tunézia (TUN) | Earls Court Exhibition Centre, London Nézőszám: 13 000 Játékvezető: Tano Akihiko (JPN), Mitchell Davidson (CAN) |
| 2012. augusztus 2. 14:45 (15:45) | (25–21, 25–15, 25–23) Jegyzőkönyv |     |               | Earls Court Exhibition Centre, London Nézőszám: 13 000 Játékvezető: Tano Akihiko (JPN), Mitchell Davidson (CAN) |

| 2012. augusztus 4. 9:30 (10:30) | Németország (GER)                 | 3–0 | Tunézia (TUN) | Earls Court Exhibition Centre, London Nézőszám: 11 000 Játékvezető: Brian McDougall (GBR), Denny (Lassi (DOM) |
| 2012. augusztus 4. 9:30 (10:30) | (25–15, 25–16, 25–16) Jegyzőkönyv |     |               | Earls Court Exhibition Centre, London Nézőszám: 11 000 Játékvezető: Brian McDougall (GBR), Denny (Lassi (DOM) |

| 2012. augusztus 6. 20:00 (21:00) | Egyesült Államok (USA)            | 3–0 | Tunézia (TUN) | Earls Court Exhibition Centre, London Nézőszám: 11 000 Játékvezető: Georgios Karampetsos (GRE), Mitchell Davidson (CAN) |
| 2012. augusztus 6. 20:00 (21:00) | (25–15, 25–19, 25–19) Jegyzőkönyv |     |               | Earls Court Exhibition Centre, London Nézőszám: 11 000 Játékvezető: Georgios Karampetsos (GRE), Mitchell Davidson (CAN) |

| Csapat        | Helyezés |
| ------------- | -------- |
| Tunézia (TUN) | 11.      |

## Sportlövészet
Női
| Versenyző   | Versenyszám | Selejtező | Selejtező | Döntő   | Döntő    |
| Versenyző   | Versenyszám | Pont      | Helyezés  | Pont    | Helyezés |
| ----------- | ----------- | --------- | --------- | ------- | -------- |
| Noura Nasri | Légpisztoly | 377       | 30.       | kiesett | kiesett  |

## Súlyemelés
Férfi
| Versenyző        | Versenyszám | Szakítás | Szakítás | Lökés      | Lökés      | Összesen | Helyezés |
| Versenyző        | Versenyszám | Eredmény | Helyezés | Eredmény   | Helyezés   | Összesen | Helyezés |
| ---------------- | ----------- | -------- | -------- | ---------- | ---------- | -------- | -------- |
| Khalil El-Maaoui | 56 kg       | 132,0    | 2.       | nem indult | nem indult | kiesett  | kiesett  |

Női
| Versenyző     | Versenyszám | Szakítás | Szakítás | Lökés    | Lökés    | Összesen | Helyezés |
| Versenyző     | Versenyszám | Eredmény | Helyezés | Eredmény | Helyezés | Összesen | Helyezés |
| ------------- | ----------- | -------- | -------- | -------- | -------- | -------- | -------- |
| Hassine Ghada | 69 kg       | 102,0    | 11.      | 120,0    | 10.      | 222,0    | 10.      |

## Taekwondo
Női
| Versenyző         | Versenyszám | Nyolcaddöntő                           | Negyeddöntő       | Elődöntő          | Vigaszág elődöntő | Bronz- mérkőzés   | Döntő             | Helyezés |
| Versenyző         | Versenyszám | Ellenfél Eredmény                      | Ellenfél Eredmény | Ellenfél Eredmény | Ellenfél Eredmény | Ellenfél Eredmény | Ellenfél Eredmény | Helyezés |
| ----------------- | ----------- | -------------------------------------- | ----------------- | ----------------- | ----------------- | ----------------- | ----------------- | -------- |
| Khaoula Ben Hamza | Nehézsúly   | Anasztaszija Barisnyikova (RUS) · 6–12 | kiesett           | kiesett           |                   |                   |                   | 11.      |

## Tenisz
Férfi
| Versenyző        | Versenyszám | 64-es főtábla                             | 32-es főtábla                    | Nyolcaddöntő      | Negyeddöntő       | Elődöntő          | Bronz- mérkőzés   | Döntő             | Helyezés |
| Versenyző        | Versenyszám | Ellenfél Eredmény                         | Ellenfél Eredmény                | Ellenfél Eredmény | Ellenfél Eredmény | Ellenfél Eredmény | Ellenfél Eredmény | Ellenfél Eredmény | Helyezés |
| ---------------- | ----------- | ----------------------------------------- | -------------------------------- | ----------------- | ----------------- | ----------------- | ----------------- | ----------------- | -------- |
| Málek el-Zsazíri | Egyes       | Lu Jen-hszun (TPE) · 7–6(12–10), 4–6, 6–3 | John Isner (USA) · 6–7(1–7), 2–6 | kiesett           | kiesett           | kiesett           | kiesett           | kiesett           | 17.      |

Női
| Versenyző    | Versenyszám | 64-es főtábla                        | 32-es főtábla     | Nyolcaddöntő      | Negyeddöntő       | Elődöntő          | Bronz- mérkőzés   | Döntő             | Helyezés |
| Versenyző    | Versenyszám | Ellenfél Eredmény                    | Ellenfél Eredmény | Ellenfél Eredmény | Ellenfél Eredmény | Ellenfél Eredmény | Ellenfél Eredmény | Ellenfél Eredmény | Helyezés |
| ------------ | ----------- | ------------------------------------ | ----------------- | ----------------- | ----------------- | ----------------- | ----------------- | ----------------- | -------- |
| Unsz Dzsábir | Egyes       | Sabine Lisicki (GER) · 6–4, 0–6, 5–7 | kiesett           | kiesett           | kiesett           | kiesett           | kiesett           | kiesett           | 33.      |

## Torna
Férfi
| Versenyző        | Versenyszám | Selejtező | Selejtező | Döntő    | Döntő    |
| Versenyző        | Versenyszám | Pontszám  | Helyezés  | Pontszám | Helyezés |
| ---------------- | ----------- | --------- | --------- | -------- | -------- |
| Wajdi Bouallègue | Talaj       | 13,708    | 60.       | kiesett  | kiesett  |

## Úszás
Férfi
| Versenyző         | Versenyszám      | Előfutam | Előfutam | Előfutam | Elődöntő | Elődöntő | Elődöntő | Döntő     | Döntő    |
| Versenyző         | Versenyszám      | Idő      | Hely.    | Össz.    | Idő      | Hely.    | Össz.    | Idő       | Helyezés |
| ----------------- | ---------------- | -------- | -------- | -------- | -------- | -------- | -------- | --------- | -------- |
| Ahmed Mathlouthi  | 200 m gyors      | 1:49,68  | 6.       | 30.      | kiesett  | kiesett  | kiesett  | kiesett   | kiesett  |
| Uszáma el-Mellúli | 1500 m gyors     | 14:46,23 | 2.       | 2.       |          |          |          | 14:40,31  |          |
| Uszáma el-Mellúli | 10 km nyílt vízi |          |          |          |          |          |          | 1:49:55,1 |          |
| Taki Mrabet       | 200 m vegyes     | 2:01,41  | 8.       | 29.      | kiesett  | kiesett  | kiesett  | kiesett   | kiesett  |
| Taki Mrabet       | 400 m vegyes     | kizárták | kizárták | kizárták |          |          |          | kiesett   | kiesett  |

Női
| Versenyző    | Versenyszám | Előfutam | Előfutam | Előfutam | Elődöntő | Elődöntő | Elődöntő | Döntő   | Döntő    |
| Versenyző    | Versenyszám | Idő      | Hely.    | Össz.    | Idő      | Hely.    | Össz.    | Idő     | Helyezés |
| ------------ | ----------- | -------- | -------- | -------- | -------- | -------- | -------- | ------- | -------- |
| Sarra Lajnef | 200 m mell  | 2:31,15  | 5.       | 31.      | kiesett  | kiesett  | kiesett  | kiesett | kiesett  |

## Vitorlázás
Férfi
| Versenyző      | Versenyszám | Futam | Futam | Futam | Futam | Futam | Futam | Futam | Futam | Futam | Futam | Futam   | Pontszám | Helyezés |
| Versenyző      | Versenyszám | 1     | 2     | 3     | 4     | 5     | 6     | 7     | 8     | 9     | 10    | É       | Pontszám | Helyezés |
| -------------- | ----------- | ----- | ----- | ----- | ----- | ----- | ----- | ----- | ----- | ----- | ----- | ------- | -------- | -------- |
| Youssef Akrout | Laser       | 41    | 36    | 40    | 44    | 31    | 39    | 39    | 33    | 45    | (48)  | kiesett | 348      | 45.      |

## Vívás
Férfi
| Versenyző       | Versenyszám  | Selejtező                    | 32-es főtábla               | Nyolcaddöntő      | Negyeddöntő       | Elődöntő          | Bronz- mérkőzés   | Döntő             | Helyezés |
| Versenyző       | Versenyszám  | Ellenfél Eredmény            | Ellenfél Eredmény           | Ellenfél Eredmény | Ellenfél Eredmény | Ellenfél Eredmény | Ellenfél Eredmény | Ellenfél Eredmény | Helyezés |
| --------------- | ------------ | ---------------------------- | --------------------------- | ----------------- | ----------------- | ----------------- | ----------------- | ----------------- | -------- |
| Mohamed Samandi | Tőr, egyéni  | Husayn Rosowsky (GBR) · 15–8 | Andrea Cassarà (ITA) · 7–15 | kiesett           | kiesett           | kiesett           | kiesett           | kiesett           | 31.      |
| Hichem Samandi  | Kard, egyéni | Hernan Jansen (VEN) · 13–15  | kiesett                     | kiesett           | kiesett           | kiesett           | kiesett           | kiesett           | 34.      |

Női
| Versenyző          | Versenyszám       | Selejtező         | 32-es főtábla               | Nyolcaddöntő                  | Negyeddöntő                    | Elődöntő          | Bronz- mérkőzés   | Döntő             | Helyezés |
| Versenyző          | Versenyszám       | Ellenfél Eredmény | Ellenfél Eredmény           | Ellenfél Eredmény             | Ellenfél Eredmény              | Ellenfél Eredmény | Ellenfél Eredmény | Ellenfél Eredmény | Helyezés |
| ------------------ | ----------------- | ----------------- | --------------------------- | ----------------------------- | ------------------------------ | ----------------- | ----------------- | ----------------- | -------- |
| Ínesz Búbakri      | Tőr, egyéni       | erőnyerő          | Nicole Ross (USA) · 15–8    | Astrid Guyart (FRA) · 15–10   | Valentina Vezzali (ITA) · 7–8  | kiesett           | kiesett           | kiesett           | 6.       |
| Sarra Besbes       | Párbajtőr, egyéni | erőnyerő          | Luo Xiaojuan (CHN) · 15–9   | Cshö Indzsong (KOR) · 12–11   | Britta Heidemann (GER) · 12–15 | kiesett           | kiesett           | kiesett           | 8.       |
| Azza Besbes        | Kard, egyéni      |                   | Au Sin Ying (HKG) · 15–13   | Dagmara Wozniak (USA) · 13–15 | kiesett                        | kiesett           | kiesett           | kiesett           | 9.       |
| Amira Ben Chaabane | Kard, egyéni      |                   | Chen Xiaodong (CHN) · 12–15 | kiesett                       | kiesett                        | kiesett           | kiesett           | kiesett           | 22.      |